# Adolf Cornehls
Friedrich Adolf Cornehls (* 28. Januar 1864 in Kükels; † 27. März 1916 in Lüttringhausen) war ein deutscher Architekt.
Cornehls stammte aus einer Bauernfamilie. Nach der Volksschule lernte er das Zimmererhandwerk und studierte von 1881 bis 1883 an der Baugewerkschule Holzminden. Genaueres über seinen weiteren Werdegang ist nicht gesichert. In der ersten Hälfte der 1890er Jahre arbeitete er in Apolda als Bauleiter der Lutherkirche für den renommierten Architekten Johannes Otzen, für den er auch den Bau der Elberfelder Friedhofskirche leitete. In der Folge erhielt Cornehls so viele Aufträge, dass er sich mit dem Architekten Arno Eugen Fritsche zum Büro Cornehls & Fritsche zusammenschloss, das bis zur Trennung 1901 zahlreiche Bauten, vor allem in Elberfeld und Barmen, errichtete.
Auch nach der Trennung arbeiteten Cornehls und Fritsche noch gelegentlich zusammen. Cornehls plante das Jagdhaus Grenze auf den Nordhöhen über dem Wuppertal, nahe der Straße von Elberfeld nach Neviges, womit er sich finanziell übernahm und Konkurs anmelden musste. Er entwarf noch einige kirchliche Bauten in Elberfeld, war aber durch den Konkurs und anhaltende finanzielle Schwierigkeiten so angeschlagen, dass er in die Nervenheilanstalt Tannenhof bei Lüttringhausen eingewiesen wurde, wo er auch verstarb.

## Bauten
zusammen mit Fritsche

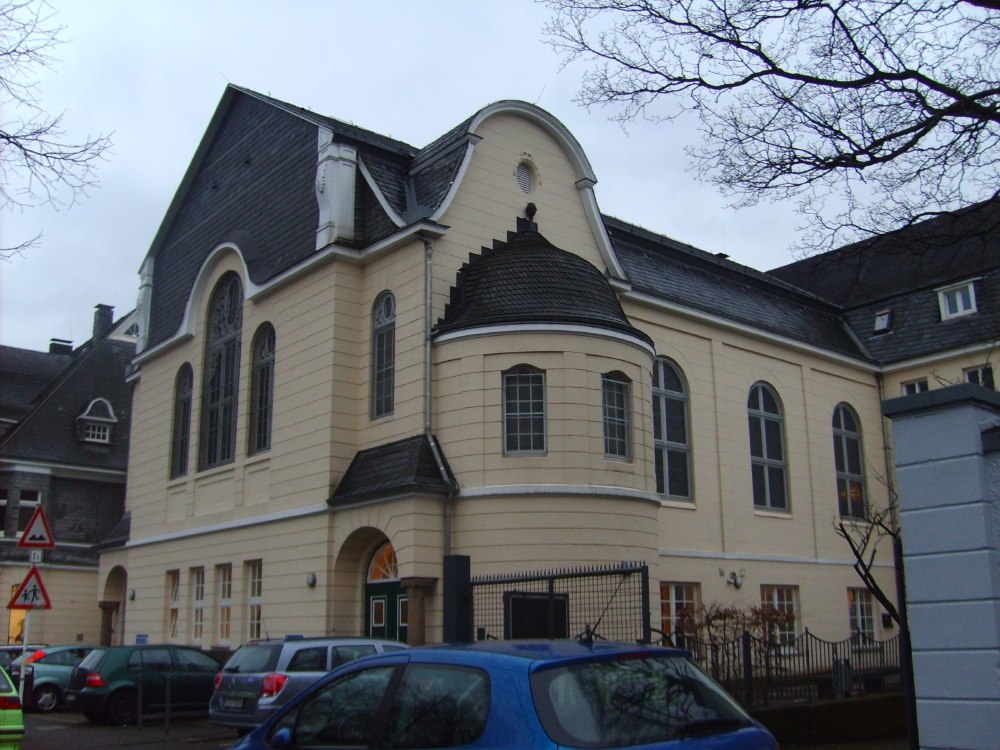
Das ehemalige Gemeindehaus am Platz der Republik, Wuppertal-Elberfeld; Der ursprüngliche, barocke Giebel mit Turmreiter fiel 1975 einem Brand zum Opfer.

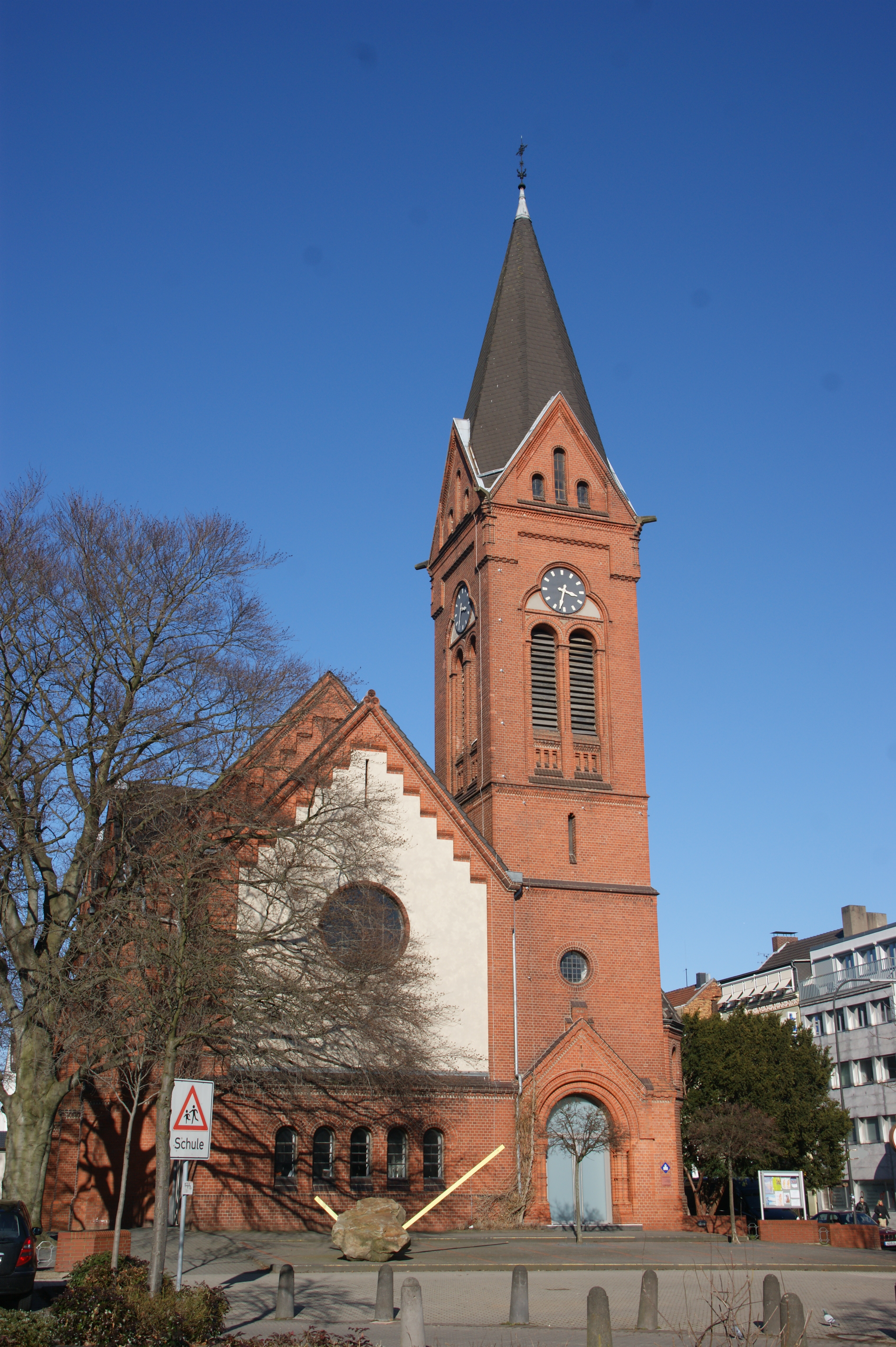
Evangelische Johanneskirche in Troisdorf

- 1898–1901: Lutherkirche in Solingen, Kölner Straße (unter Denkmalschutz)
- 1898–1901: Lutherkirche in Görlitz, Lutherplatz
- 1899: evangelisches Gemeindehaus in Wetter (Ruhr), Theodor-Heuss-Straße 11

selbständige Entwürfe
- 1899–1902: evangelische Kirche und Pfarrhaus in Todesfelde
- 1900: Krankenpflegeheim in (Wuppertal-)Elberfeld
- 1900–1901 Hochbauten auf dem Friedhof der evangelisch-reformierten Kirchengemeinde (Wuppertal-)Elberfeld, Krummacherstraße
- 1900–1902: evangelische Kirche in (Solingen-) Merscheid (unter Denkmalschutz)
- 1901–1903: Johanneskirche in Troisdorf
- 1909–1910: evangelisch-lutherisches Gemeindehaus am Engelnberg (sogenannte „Thomaskirche“) in (Wuppertal-)Elberfeld-Ostersbaum (unter Denkmalschutz)
- 1911–1912: evangelisches Gemeindehaus am Platz der Republik in (Wuppertal-)Elberfeld
- 1912–1913: evangelisch-reformiertes Gemeindehaus in (Wuppertal-)Elberfeld, Schusterstraße
- 1913: Wohnhaus Roeder in (Wuppertal-)Elberfeld-Katernberg
- 1913: evangelische Lutherkirche in Oberhausen-Buschhausen, Thüringer Straße / Lehmbachstraße